# Francavilla d'Ete
Francavilla d'Ete är en ort och kommun i provinsen Fermo i regionen Marche i Italien. Kommunen hade 934 invånare (2018).